# Симандр-сюр-Сюран
Сима́ндр-сюр-Сюра́н (фр. Simandre-sur-Suran) — коммуна во Франции, находится в регионе Рона — Альпы. Департамент коммуны — Эн. Входит в состав кантона Сейзерья. Округ коммуны — Бург-ан-Бресс.
Код коммуны — 01408.

## Население
Население коммуны на 2010 год составляло 650 человек.
| 1962 | 1968 | 1975 | 1982 | 1990 | 1999 | 2010 |
| ---- | ---- | ---- | ---- | ---- | ---- | ---- |
| 489  | 445  | 402  | 500  | 574  | 638  | 650  |